# 児玉博
児玉博（こだま ひろし、1959年- ）は、日本のルポルタージュ・ノンフィクション作家。

## 略歴
大分県生まれ。早稲田大学第二文学部卒業後、フリーランスとして取材、執筆活動を行う。「堤清二『最後の肉声』」（「文藝春秋」2015年4月号～6月号）で、第47回(2016年)大宅壮一ノンフィクション賞（雑誌部門）を受賞。

## 著書
- 『幻想曲 孫正義とソフトバンクの過去・今・未来』日経BP社 2005年
- 『"教祖"降臨 楽天・三木谷浩史の真実』日経BP社 2005年
- 『堤清二 罪と業 最後の「告白」』文藝春秋 2016年, 文春文庫 2021年、上記受賞雑誌記事に加筆
- 『日本株式会社の顧問弁護士 村瀬二郎の「二つの祖国」』文春新書 2017年
- 『テヘランからきた男 西田厚聰と東芝壊滅』小学館 2017年
- 『起業家の勇気 USEN宇野康秀とベンチャーの興亡』文藝春秋 2020年
- 『堕ちたバンカー 國重惇史の告白』小学館 2021年